# Gyurme Künsang Wanggyel
Thrichen Gyurme Künsang Wanggyel (tibet. འགྱུར་མེད་ཀུན་བཟང་དབང་རྒྱལ་ / Wylie-Umschrift khri chen 'gyur med kun bzang dbang rgyal; auch: Gyurme Kunzang Wangyal; * 1930 in Lumo-ra, Kham, Tibet; † 9. Februar 2008 in Dehradun, Indien) war der 11. Minling Thrichen Rinpoche (tib.: smin gling khri chen rin po che) (Thronhalter des Klosters Mindrölling) der Nyingma-Schule des tibetischen Buddhismus.

## Leben
Gyurme Künsang Wanggyel wurde 1930 in Kham geboren. Sein Vater war der 10. Minling Thrichen Rinpoche Gyurme Döndrub Wanggyel und seine Mutter war Dawa Drölma. Unter seinen Lehrern waren Jamyang Khyentse Chökyi Lodrö, „Shechen Kongtrül“ Pema Drime Legpe Lodrö, Minling Chung Rinpoche, Minling Khen Rinpoche, und der frühere Shechen Rabjam Rinpoche. Mehr als 14 Jahre seines Lebens verbrachte Gyurme Künsang Wanggyel im Retreat. Er gilt als Tertön der Nyingmapa und als direkte Emanation des Padmasambhava. Aufgrund der politischen Verhältnisse in Tibet wurde Gyurme Künsang Wanggyel nicht in seinem dortigen Stammkloster Mindröl-Ling inthronisiert. Wie viele andere Lamas seiner Generation flüchtete er 1959 vor der Volksbefreiungsarmee von Tibet nach Indien. 1962 wurde er im indischen Exil im Kloster Zangdokpalri (Kalimpong) von Düdjom Rinpoche und Dilgo Khyentse als 11. Minling Thrichen inthronisiert. 1976 zog er nach Dehradun in das dortige neu gegründete Kloster Mindröl-Ling.
Als Nachfolger Penor Rinpoches war er nach 2001 für die administrativen Aufgaben der Nyingmapa in der tibetischen Exilregierung verantwortlich. Gyurme Künsang Wanggyel wurde im Allgemeinen als einer der größten tibetischen Meister angesehen.
Seine Tochter Khandro Rinpoche (Tshering Peldrön; * 1967) wurde im Alter von zwei Jahren vom 16. Karmapa Rangjung Rigpe Dorje als die Reinkarnation der großen Dakini von Tshurphu – Khandro Urgyen Tsomo – anerkannt, die eine der bekanntesten Meisterinnen ihrer Zeit war. Khandro Urgyen Tsomo war die spirituelle Gefährtin des 15. Karmapa Khakyab Dorje (1871–1922) und eine Inkarnation der Yeshe Tshogyel.